# داني ستيل
داني ستيل (بالإنجليزية: Danny Steele)‏ (11 أكتوبر 1982 في المملكة المتحدة - ) هو لاعب كرة قدم بريطاني في مركز الدفاع. لعب مع كولتشستر يونايتد ونادي ميلوول ونادي فيشر أثليتيك.